# Enema of the State
| 전문가 평가                   | 전문가 평가 |
| 평가 점수                     | 평가 점수   |
| 출처                          | 점수        |
| ----------------------------- | ----------- |
| AllMusic                      | [ 1 ]       |
| Billboard                     | [ 2 ]       |
| Chicago Sun-Times             | [ 3 ]       |
| Pitchfork                     | 7.5/10      |
| Rolling Stone                 | [ 5 ]       |
| The Rolling Stone Album Guide | [ 6 ]       |
| The Village Voice             | A−          |

《Enema of the State》는 1999년 6월 1일에 발매된 미국의 록 밴드 블링크-182의 세 번째 스튜디오 음반이다. 1990년대 내내 다양한 클럽과 축제에서 여러 인디 음반을 공연한 후, 블링크-182는 두 번째 음반 《Dude Ranch》 (1997년)와 록 라디오 히트곡인 〈Dammit〉을 발매한 후 처음으로 워프드 투어와 호주에서 인기를 얻었다. 그들의 세 번째 음반을 녹음하기 위해, 블링크-182는 이전에 그린 데이의 혁신적인 음반 《Dookie》(1994년)를 작업했던 베테랑 펑크 록 프로듀서 제리 핀으로 전향했다. 《Enema of the State》는 오리지널 드러머 스콧 레이너를 대신한 두 번째 드러머 트래비스 바커가 참여한 밴드의 첫 번째 음반이었다.
이 그룹은 그들의 고향인 샌디에이고와 로스앤젤레스를 포함한 많은 장소에서 3개월 동안 핀과 함께 녹음했다. 핀은 빠른 속도의 멜로디 믹스를 만들어냈고, 라디오 친화적이고 접근하기 쉬운 광택제로 팝 펑크를 만들었다. 서정적으로, 이 음반은 청소년기의 좌절과 관계에서 영감을 받았다. 기타리스트 톰 델론지와 베이시스트 마크 호퍼스는 주로 친구들과 자전적 상황으로부터 이야기를 수집하여 UFO 음모론과 같은 좀 더 괴상한 주제뿐만 아니라 이별, 교외 파티, 성숙을 중심으로 여름과 관련된 트랙을 만들었다. 《Enema of the State》 커버 삽화는 포르노 배우 재닌 린데멀더가 간호사 복장으로 유명하며, 제목은 국가의 적(Enemy of the state)이라는 용어에 대한 말장난이다.
《Enema of the State》는 비록 이 밴드가 합성되고 펑크와 유사한 팝을 제조했으며, 싱글과 관련 뮤직 비디오의 가창력 때문에 농담으로 홀린 것이라는 비판을 받았지만, 엄청난 상업적 성공을 거두었다. 이 음반은 전 세계적으로 1,500만 장 이상 팔려나갔고, 이 밴드는 새천년을 맞이하는 가장 큰 록 밴드 중 하나가 되었다. 〈What's My Age Again?〉, 〈All the Small Things〉 그리고 〈Adam's Song〉은 히트 싱글과 MTV 스테이플이 되었고, 무거운 라디오 방송을 만들어냈다. 《Enema of the State》는 현대 팝 펑크에 광범위한 영향을 미쳤고, 새로운 세대를 위해 그것을 재창조하고 수많은 공로와 찬사를 불러일으켰다.

## 커버 아트
커버 아트에는 포르노 배우 재닌 린데멀더가 간호사 유니폼을 입고 고무장갑을 낀 모습이 담겨 있다. 밴드는 반누드로 뒷면 커버에 나타나며 린데멀더가 주사를 맞을 준비를 하고 있다. 이 3인조는 린데멀더가 포르노 산업에서 일했다는 사실을 프로듀서 제리 핀이 알 때까지 잊고 있었다. 음반사는 잠재적 커버걸들의 사진을 무더기로 전달했고, 밴드 멤버들은 우연히 린데멀더를 골랐다. "따라서 그들이 그런 종류의 포주 생활 방식을 연주하는 키드 록과 림프 비즈킷과 함께 어울렸다는 것은 좀 웃기는 일입니다. 왜냐하면 블링크는 그렇지 않기 때문입니다."라고 핀은 말했다.

## 발매
1999년 5월, 그룹은 《Dude Ranch》의 플래티넘 지위에 근접했고, 판매 목표는 《Enema of the State》의 더 높았다. 《로스앤젤레스 타임스》는 발매 이틀 전에 이 밴드에서 일요일 특집을 운영하며 "뮤지션들은 항상 변화하는 대중 문화의 모래밭에 주목하며 《Dude Ranch》의 판매를 반복하거나 초과할 수 있는 기회를 갈망하고 있다"며 "이미 그들이 기대했던 것보다 더 잘 해냈다"고 언급했다. 미국의 라디오 방송국이 《Enema of the State》의 사전 복사본을 받았을 때 가속도가 형성되기 시작했다. 6월 1일, MCA는 《Enema of the State》를 발행했고, 발매는 미국 빌보드 200에서 9위로 정점을 찍었다.

## 곡 목록
모든 곡들은 마크 호퍼스와 톰 델론지에 의해 작사/작곡하였다.
| #   | 제목                      | 리드 보컬 | 재생 시간 |
| --- | ------------------------- | --------- | --------- |
| 1.  | 〈Dumpweed〉              | 델론지    | 2:23      |
| 2.  | 〈Don't Leave Me〉        | 호퍼스    | 2:23      |
| 3.  | 〈Aliens Exist〉          | 델론지    | 3:13      |
| 4.  | 〈Going Away to College〉 | 호퍼스    | 2:59      |
| 5.  | 〈What's My Age Again?〉  | 호퍼스    | 2:28      |
| 6.  | 〈Dysentery Gary〉        | 델론지    | 2:45      |
| 7.  | 〈Adam's Song〉           | 호퍼스    | 4:09      |
| 8.  | 〈All the Small Things〉  | 델론지    | 2:48      |
| 9.  | 〈The Party Song〉        | 호퍼스    | 2:19      |
| 10. | 〈Mutt〉                  | 델론지    | 3:23      |
| 11. | 〈Wendy Clear〉           | 호퍼스    | 2:50      |
| 12. | 〈Anthem〉                | 델론지    | 3:37      |

## 인증
| 국가                                                                                         | 인증        | 판매량/출하량 |
| -------------------------------------------------------------------------------------------- | ----------- | ------------- |
| 오스트레일리아 (ARIA)                                                                        | 3× 플래티넘 | 210,000^      |
| 오스트리아 (IFPI 오스트리아)                                                                 | 골드        | 25,000*       |
| 캐나다 (뮤직 캐나다)                                                                         | 4× 플래티넘 | 400,000^      |
| 유럽 (IFPI)                                                                                  | 플래티넘    | 1,000,000*    |
| 인도네시아 (ASIRI)                                                                           | 골드        | 35,000        |
| 이탈리아 (FIMI) sales since 2009                                                             | 골드        | 25,000        |
| 멕시코 (AMPROFON)                                                                            | 골드        | 75,000^       |
| 뉴질랜드 (RMNZ)                                                                              | 2× 플래티넘 | 30,000^       |
| 필리핀 (PARI)                                                                                | 골드        | 7,500*        |
| 스위스 (IFPI 스위스)                                                                         | 골드        | 25,000^       |
| 영국 (BPI)                                                                                   | 플래티넘    | 300,000^      |
| 미국 (RIAA)                                                                                  | 5× 플래티넘 | 4,540,000     |
| 요약                                                                                         |             |               |
| 전 세계 (IFPI)                                                                               | —           | 15,000,000    |
| *판매량을 기반으로 한 인증 · ^출하량을 기반으로 한 인증 · 판매량+스트리밍을 기반으로 한 인증 |             |               |

## 같이 보기
- 팝 펑크